# ثقب معلق
الثقوب المعلقة أو فتحات القفل عبارة عن ثقوب صغيرة يتم إجراؤها في هياكل الجدران لتقي نهايات الأعمدة (جذوع الأشجار الصغيرة المستديرة) أو الحزم، والتي تسمى الجسر  أو أقفال التثبيت ، لدعم السقالات. قد تمتد الثقوب المعلقة عبر الحائط لتوفير التدريج على جانبي الجدار.

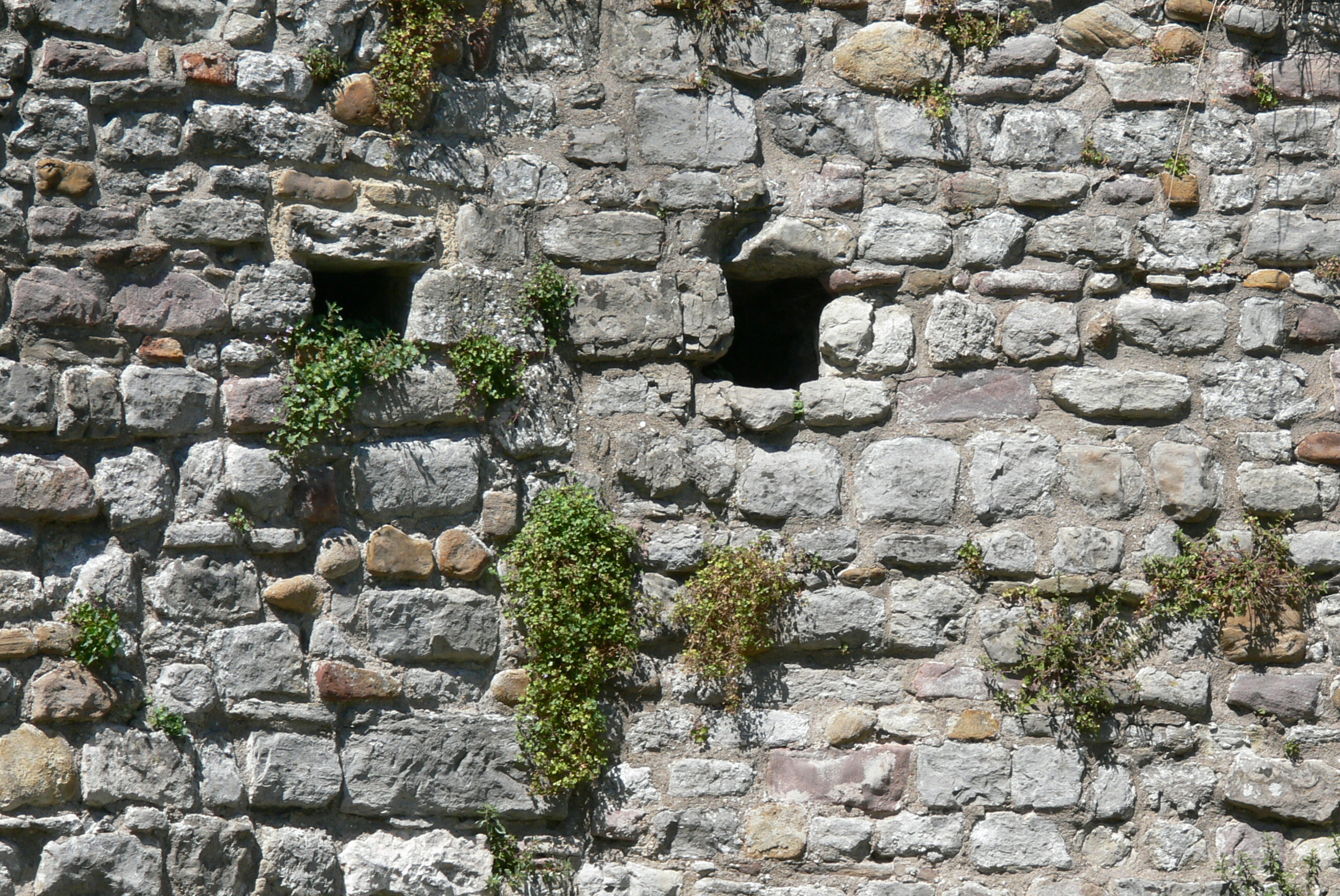
الثقوب المعلقة في قلعة كارديف

الصفوف هي نوع شائع تاريخيًا من السقالات ، يعود تاريخ استخدمها إلى المباني الرومانية القديمة. بينما يعود مصطلح "putlock" والمصطلح الأحدث "putlog" إلى القرن السابع عشر ولا يزال يستخدم حتى اليوم.
قد يتم دعم هذه الثقوب على الأطراف الخارجية بواسطة أعمدة رأسية، أو كابول (العتبة الناتئة) من طرف واحد يتم تثبيته بقوة في الحائط ، أو كابول(العتبة الناتئة) عن طريق اختراق الجدار لتوفير سقالات على كلا الجانبين. قد يتم قطع البقع المتساقطة مع الحائط إذا كان لا يمكن إزالتها، ولكن عادة ما يتم ملء الثقوب الخارجية أثناء إزالة السقالة لمنع دخول الماء إلى الجدران. قد تُترك فتحات الفتحات الداخلية مفتوحة ، خاصة إذا لم تكن في مساحة مكتملة.
كان الحجم غير المنطقي والتباعد بين الثقوب يعني أنها لم تؤثر على صلابة الجدران ، وفي القلاع المحفوظة جيدًا ، مثل بوماريس ، يمكن رؤية الثقوب المعلقة القديمة حتى يومنا هذا.